# 石谷貞清
石谷 貞清（いしがや さだきよ）は、江戸時代前期の旗本。石谷清定の三男。

## 家系
『寛永諸家系図伝』などに拠れば、遠江国佐野郡西郷石谷（現在の静岡県掛川市）を本貫とする石谷氏は藤原南家為憲流二階堂氏の流れを組むとされる。

## 生涯
文禄3年（1594年）、徳川氏の家臣・石谷清定の三男として誕生。
慶長14年（1609年）、16歳の時に徳川秀忠に召し出されて大番となった。慶長20年（1615年）の大坂夏の陣においては、土岐定義の指揮下に入って江戸城の守備をするように命じられたが、命令を破り徳川秀忠の行軍に徒歩侍として付き従った。この行動は軍規違反ではあったが、秀忠は貞清が若いことやその志に感じるものがあったのか、これを許し、逆に金子3枚を褒美として与えている。合戦におよんでは、秀忠本陣にて斥候を務めたという。
この後、元和2年12月9日（1617年1月16日）には上総国金剛寺村と山邊郡の内に300石の領地を与えられ、腰物持を務めた。元和4年（1618年）5月には、相模国愛甲郡に200石を加増されている。元和8年（1622年）4月、徳川秀忠の日光社参の際に、急遽宇都宮から帰還することがあり、貞清は徒歩でこの供を務めている。寛永2年7月27日（1625年8月29日）には領地の朱印状を賜わる。寛永9年7月5日（1632年8月20日）には徒歩頭となり、寛永10年4月16日（1633年5月23日）には御目付となった。同年8月26日（1633年9月29日）、洪水により被害を受けた畿内の堤防の検分調査を行った。同年12月26日（1634年1月25日）に甲斐国山梨八代二郡の内に1000石の加増を受けて、合計1500石を領した。寛永11年（1634年）、徳川家光の上洛の際にこの供を務めている。寛永13年2月25日（1636年4月1日）東福門院和子の病気に関連して、貞清は京都に赴いて御使いを務めている。同年6月26日（1636年7月28日）新たに寛永銭を鋳造することとなり、命令を受けて東海道を通って近江国坂本に行ったという。
寛永14年（1637年）島原の乱が発生し、同年11月9日（1637年12月25日）に板倉重昌が上使として派遣されることとなり、貞清はこの副使を務めた。しかしながら両名は諸大名に比べて身分が低く、諸大名からは軽視されその命令に従わなかったとされる。また、城方の守備も堅く幕府方は多数の死傷者を出して敗走した。重昌および貞清は諸卒を督戦したが効果が無く、焦燥した重昌は翌寛永15年1月1日（1638年2月14日）に自ら先頭となって城方に突撃し戦死するが、貞清も同様に突撃するも負傷して後退した。この際、貞清の従士3名が討死し幕府側に多数の死傷者が出たという。この日の幕府側の損害があまりに大きかったため城方が夜襲をしてくる可能性を考慮し、貞清は負傷に堪えて各陣所を巡見し警戒態勢を整えた。また、細川忠利、黒田忠之、島津家久に援軍を依頼し、合わせて戦況を江戸に報告した。板倉重昌の戦死に伴い総大将は松平信綱に代わったが、同月28日（1638年3月13日）に貞清は板倉重矩と供に原城本丸に突入し奮戦している。同年3月5日（1638年4月18日）に駿府へ凱旋したが、軍令違反に抵触したことを咎められ、一時蟄居した。同年12月31日（1639年2月2日）には蟄居処分を解かれている。
寛永18年12月15日（1642年1月15日）、与力10騎・同心50人を預けられた。正保2年9月23日（1645年11月11日）、命令により近江国水口城を守備した。慶安3年閏10月10日（1650年12月3日）、洪水被害の調査確認のため、畿内および近江国・伊勢国などを巡見した。慶安4年6月18日（1651年8月4日）に江戸北町奉行に就任し、同年8月16日（1651年9月30日）に従五位下左近将監に叙任された。万治2年1月28日（1659年3月21日）に職を辞し、同年7月27日（1659年9月13日）に致仕した。この時、家督を息子である石谷武清に譲り、武清の賜わっていた廩米600俵は養老料として貞清に与えられた。
寛文12年9月12日（1672年11月1日）、死去。武蔵国多摩郡和泉村の泉龍寺に葬られた。
島原の乱の際には、石谷貞清を頼りに柳生利厳の長男である柳生清厳が来ており、板倉隊に所属させた。清厳は寛永15年1月1日（1638年2月14日）の板倉隊突撃の際に戦死したという。また、二階堂氏を称する雲林院弥四郎が、同族のよしみとして貞清の陣所をたびたび訪れたという。（貞清は元来、柳生宗矩や沢庵宗彭、小堀政一と親交があり、彼らの茶会派閥の一員であった。そして雲林院弥四郎は、柳生一門に属する人物である）
慶安の変（1651年）の際には丸橋忠弥を、承応の変（1652年）の際には別木庄左衛門を、それぞれ配下の与力を率いて捕縛し、処断を担当した。明暦の大火（1657年）の時には、伝馬町牢屋敷の囚人を解放してその命を救ったという。

## 人柄
貞清の人柄については、山鹿流兵学者向坂咬雪軒が書いた『老士語録』に詳しい。他、小宮山楓軒の随筆『消間録』にも、その人柄が綴られている。それによると、貞清は貧しい生まれであったが、人柄は善良であり、面倒見が良かったと伝わる。
相撲を好んだことでも知られ（『武功雑記』『翁草』）、関取と組み合ってこれを倒した豆腐屋の老人を気に入り、その豆腐屋を贔屓にして、ついには召抱えた。老人は忠義に篤く篤実で、毎朝祈祷のために冷や水を浴びていた。貞清は老体に水浴びは酷であるとして制止したが老人はこれを聞き入れず、貞清はせめて湯を使うよう老人を説諭した。この老人は徳川秀忠が日光より帰参した際、貞清と共に随行し、咽が乾いた秀忠に利根川の水を汲んで飲ませる作業を請け負ったが、過労のために死去したという。
利根川で水を運んだ業績によって1500石を拝領したというが、この逸話は阿部忠秋にも似たような話が伝わっているため、俗説と考えられている。だが貞清が1500石の石高を得たのは事実であり、貞清はこの禄高を使って、武断政治の余波で当時巷にあぶれていた多数の浪人を召抱えたり、就職の斡旋をして助力した。

## 子女
- 石谷武清

加増を受けて2,500石を領有し、従五位下長門守に叙任された。
- 女子

都筑彌左衛門爲基の妻となる。
- 本多信賢

本多百助信次の養子となる。別称：孫十郎、百助

## 登場作品
- テレビドラマ
  - 『江戸を斬る 梓右近隠密帳』（TBS、1973年、演：中村竹弥）